# فرانكي شان
فرانكي شان (بالصينية: 陳勳奇) هو منتج أفلام وملحن وكاتب ومخرج وممثل صيني، ولد في 30 نوفمبر 1951 بهونغ كونغ في الصين.

## أعمال

### أفلام
- (1977) الراهب ذو القبضة الحديدية
- (2012) سي زد 12

## وصلات خارجية
- فرانكي شان على موقع IMDb (الإنجليزية)
- فرانكي شان على موقع ألو سيني (الفرنسية)
- فرانكي شان على موقع ميوزك برينز (الإنجليزية)
- فرانكي شان على موقع أول موفي (الإنجليزية)
- فرانكي شان على موقع ديسكوغز (الإنجليزية)
- فرانكي شان على موقع قاعدة بيانات الفيلم (الإنجليزية)
- فرانكي شان على موقع كينوبويسك (الروسية)